# Wigbert van Meißen
Wigbert van Meißen (?- vóór 976) was de eerste markgraaf van Meißen.

## Leven
Na de dood van Gero werd het gebied genaamd “Geromark” verdeeld. In het zuidoosten, bij het kasteel Meißen, ontstond het gelijknamige markgraafschap en werd het waarschijnlijk onder heerschappij van Wigbert. Hoewel zijn geboortedatum onbekend is, overleed hij waarschijnlijk in 976, aangezien daarna Thietmar van Meißen markgraaf werd.